# Elbingen
Elbingen ist eine Ortsgemeinde im Westerwaldkreis in Rheinland-Pfalz. Sie gehört der Verbandsgemeinde Wallmerod an.

## Geographie
Die Gemeinde liegt im Westerwald zwischen Montabaur und Westerburg. Elbingen liegt inmitten eines Waldgebietes mit vielen Wander- und Radwegen. Die Nachbargemeinden sind Härtlingen, Hahn am See und Mähren. Die Grenze nach Hessen verläuft etwa sechs Kilometer östlich vom Ort.
Zu Elbingen gehört auch der Wohnplatz Spiesmühle.

## Geschichte
Elbingen wurde im Jahre 1383 erstmals urkundlich als Elmennyngen erwähnt und liegt im Gebiet des ehemaligen Niederlahngaues, dem Herrschaftsgebiet der nassauischen Grafen. Der Ortsname ist von dem altertümlichen Namen Alaman abzuleiten, der hier auf eine frühe germanische Besiedlung schließen lässt. Erst später lehnte sich der Name Elbingen an den Namen der Elb (auch Elbbach) an, dem bedeutenden Westerwälder Fluss, der die Gemarkung durchfließt. In der Urkunde von 1383 wird Friedrich von Elmennyngen genannt, jedoch ist von diesem niederadligen Geschlecht kein Wappen überliefert. Weitere Geschlechter hatten hier Besitz so die von Hattert, die von Reifenberg (Wappen Rot/Silber) und die von Dehrn.
Die lange Zugehörigkeit zur nassauischen Landesherrschaft wurde 1564 unterbrochen, als das Kirchspiel Salz, und so auch Elbingen, an das Kurfürstentum Trier kam. Aufgrund des Reichsdeputationshauptschlusses fiel Elbingen 1803 an Nassau-Weilburg und gehörte von 1806 bis 1866 zum Herzogtum Nassau, danach in Preußen zur Provinz Hessen-Nassau. Im Ortswappen steht somit für die doch überwiegend nassauische Zeit Elbingens in Blau der goldene rot bewehrte Löwe, dem Wappentier der Nassauer Grafen.
Neben dem Ort wird 1739 die Ölmühle am Kälberbach erwähnt, die aber schon 1786 Spießmühle heißt und noch heute Wohnplatz unterhalb des Dorfes ist. Die Spießmühle, deren Betrieb stillgelegt ist, symbolisiert im Ortswappen das halbe rote Mühlrad in Silber. Rot und Silber sind die Wappenfarben des Kurfürstentums Trier und sie bezeugen so die ehemalige Landesherrschaft und die Zugehörigkeit Elbingens zum „Trierschland“.
Die silber-blau geteilte Wellenleiste steht für den Elbbach, den Kälberbach und auch für den Stausee, der 1967 teilweise in der Gemarkung Elbingen angelegt wurde und zu einer großen Freizeitanlage am Elbinger Ufer gehört. Die Gemarkung Elbingen ist seit je von der Landwirtschaft geprägt und war lange Zeit Haupterwerb der Elbinger Einwohner. So ist das Mühlrad auch Symbol für die Landwirtschaft, deren Erzeugnisse von der Spießmühle verarbeitet wurden.
Neben geringem Basalt- und Braunkohleabbau wurden im 19. Jahrhundert auch Lehmziegel gebrannt. Dabei brannten die Elbinger auch ihr Steinzeug, also Krüge usw. für den Hausgebrauch. Durch diesen Brauch ist der Dorfname Elwinger Kriielcher entstanden, den die Elbinger bis zum heutigen Tage behalten haben und mit Stolz tragen. Der so im Volksmund überlieferte Dorfname ist im Ortswappen durch den silbernen Krug in den Pranken des nassauischen Löwen dokumentiert.
Sie bildete ab dem 1. Mai 1969 mit Mähren eine Gemeinde, die den Namen Elbingen-Mähren trug. Dieser Zusammenschluss wurde jedoch am 1. Januar 1994 wieder aufgelöst.

## Politik

### Gemeinderat
Der Gemeinderat in Elbingen besteht aus acht Ratsmitgliedern, die bei der Kommunalwahl am 9. Juni 2024 in einer Mehrheitswahl gewählt wurden, und dem ehrenamtlichen Ortsbürgermeister als Vorsitzendem. Bis 2014 gehörten dem Gemeinderat sechs Ratsmitglieder an.

### Bürgermeister
Maik Daubach wurde am 18. Juni 2014 Ortsbürgermeister von Elbingen. Bei der Direktwahl am 26. Mai 2019 wurde er mit einem Stimmenanteil von 92,47 % und am 9. Juni 2024 als einziger Bewerber mit 85,4 % jeweils für weitere fünf Jahre in seinem Amt bestätigt.
Daubachs Vorgänger Horst Hartenfels hatte das Amt 22 Jahre ausgeübt.

### Wappen
| Wappen von Elbingen | Blasonierung: „Geteilt von Blau und Silber durch eine ihrerseits silber-blau geteilte Wellenleiste. Oben wachsend ein rot bewehrter goldener Löwe, einen silbernen Krug haltend. Unten ein unterhalbes rotes Mühlrad.“ |
| Wappen von Elbingen | Wappenbegründung: Seit 1994 verfügt Elbingen über ein eigenes Gemeindewappen, in dem sich die Symbolik wie folgt widerspiegelt: Im Ortswappen steht für die überwiegend nassauische Zeit Elbingens in Blau der goldene rot bewehrte Löwe, das Wappentier der Nassauer Grafen. Die Spießmühle, deren Betrieb stillgelegt ist, symbolisiert das halbe rote Mühlenrad in Silber. Die silber-blau geteilte Wellenleiste steht für den Elbbach, den Kälberbach und auch für den Stausee (Waldsee), der 1967 teilweise in der Gemarkung Elbingen angelegt wurde und zu einer großen Freizeitanlage am Elbinger Ufer gehört. Die Gemarkung Elbingen ist seit je von der Landwirtschaft geprägt und war lange Zeit Haupterwerb der Elbinger Einwohner. So ist das Mühlenrad auch Symbol für die Landwirtschaft. Neben geringem Basalt- und Braunkohleabbau wurden im 19. Jahrhundert auch Lehmziegel gebrannt. Dabei brannten die Elbingen auch ihr „Steinzeug“, also Krüge usw. für den Hausgebrauch. Durch diesen Brauch ist der Dorfname „Elwinger Krijelcher“ entstanden, den die Elbinger bis zum heutigen Tage behalten haben und mit Stolz tragen. Der so im Volksmund überlieferte Dorfname ist im Ortswappen durch den silbernen Krug in den Pranken des Nassauischen Löwen dokumentiert. |

## Kultur und Sehenswürdigkeiten
- Liste der Kulturdenkmäler in Elbingen

## Wirtschaft und Infrastruktur

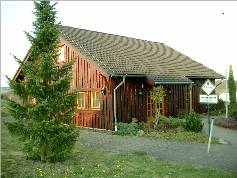
Bürgerhaus
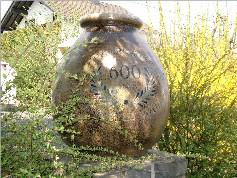
Dorfkrug
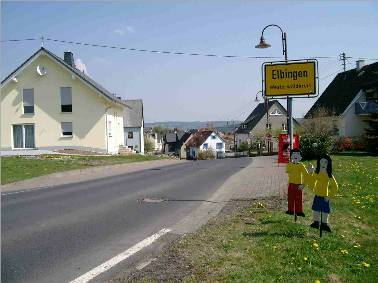
Elbingen

### Wirtschaft
In Elbingen gab es vor allem Landwirtschaft. Industrielle Unternehmen sind nicht am Ort. Handel und Dienstleistungen sowie ein Betrieb im Hochbau sind in dem Dorf ansässig. Ebenfalls wird ein Campingplatz in Elbingen am Waldsee bei Hahn am See geführt.

### Verkehr
Der Ort wird von den Kreisstraßen K 86 und K 87 an das überregionale Straßennetz angeschlossen.
Elbingen hatte einen Bahnhof an der Bahnstrecke Herborn–Montabaur (Westerwaldquerbahn), der 1959 zum Haltepunkt herabgestuft wurde. 1981 wurde hier der Verkehr komplett eingestellt. Die Strecke ist mittlerweile abgebaut.